# Кларк, Кеннет Маккензи
Ке́ннет Макке́нзи Кларк, барон Кларк (англ. Kenneth McKenzie Clark, Baron Clark; 13 июля 1903 года, Лондон — 21 мая 1983 года, г. Хит, Англия) — британский писатель, историк, крупный специалист в области истории искусств. Член Британской академии (1949).
Автор и ведущий серии телепередач «Цивилизация», пионерской в своём жанре, транслировавшейся на телеканале BBC в 1969—1970 годах.

## Биография
Единственный ребёнок в богатой шотландской семье, издавна занимающейся текстильным ремеслом.
Закончил престижный Винчестерский колледж. Затем в 1922—1926 годах учился в оксфордском Тринити-колледже, где изучал историю искусств.
В 1931 году стал преподавать в Оксфордском университете, предварительно пройдя для этого двухгодичную стажировку у Бернарда Бернсона.
В 1934 году Кларк стал самым молодым директором лондонской Национальной галереи, которую возглавлял до 1945 года.
Им были приобретены картины таких художников, как Сассетта, Джованни ди Паоло, Босх, Рембрандт, Энгр и Сезанн. Также им были установлены новые стандарты хранения произведений искусства. Во время Второй мировой войны, когда Лондон подвергался бомбардировкам, отвечал за эвакуацию картин, а в конце войны — за их благополучное возвращение.
В 1946 году получил почётное звание профессора Школы изящных искусств Слейда в Оксфорде, где работал до 1950 года.
Принимал активное участие в организации «Фестиваля Британии» — Британской юбилейной выставки в Лондоне в 1951—1952 годах.
В 1955—1960 годах председатель Совета по искусствам Великобритании.
В период 1967—1978 годов занимал пост главы Йоркского университета, одновременно являлся куратором Британского музея.
В 1969 году удостоен титула пожизненного пэра и стал официально именоваться барон Кларк оф Солтвуд — по названию замка Солтвуд, приобретённого им в 1955 году, ставшего его резиденцией. Его потомки владеют этим замком до настоящего времени.
Кларк всегда восхищался великими людьми, а потому он также проповедовал индивидуализм, общечеловеческие ценности и имел репутацию антимарксиста. Он был склонен полемизировать и со сторонниками постмодернизма. Некоторые выводы искусствоведа не выдержали испытания временем. В частности, Адольфо Вентури приписывал Галассо, художнику из Феррары, знаменитые комплекты Тарокки Мантеньи. Об этом можно судить из его высказываний в сериале «Цивилизации».
Параллельно с основной деятельностью работал на радио и телевидении, а также активно занимался литературой. В 1974 году он совместно с Дж. Холлом опубликовал «Словарь сюжетов и символов в искусстве» (в 1996 году книга вышла на русском языке в переводе А. Майкапара).
Умер после непродолжительной болезни в городе Хайт, графство Кент.
Историк Ричард Майлз называл его «возможно, ближайшим эквивалентом» Саймона Шамы в 1960-х.
Кавалер Почтеннейшего Ордена Бани (1938 год), Ордена Кавалеров Почёта (1959), Ордена Заслуг (1976).
В 1927 году женился на своей однокласснице по Оксфорду, студентке ирландского происхождения, Элизабет Джейн Мартин. Впоследствии у них родилось трое детей: Алан в 1928 году и близнецы Колетт и Колин в 1932 году. Джейн умерла в 1976 году, но уже в следующем году Кларк вторично женился на Нольвэн дэ Жанзе-Райс.
Его сын Алан Кларк впоследствии стал историком и членом парламента от консерваторов.